# Constitution tchadienne de 1996
Pour les articles homonymes, voir Constitution du Tchad.
Constitution tchadienne de 1989 Constitution tchadienne de 2018
La Constitution de la république du Tchad de 1996 est la loi fondamentale du Tchad de 1996 à 2018. Elle est adoptée en 1996, six ans après l’arrivée au pouvoir d'Idriss Déby. Dans sa dernière forme, la Constitution comprend un préambule et 16 parties ainsi que 225 articles. Elle est remplacée par une nouvelle constitution promulguée le 4 mai 2018.

## Réformes
Fruit de nombreuses consultations ayant abouti à un consensus au cours de la Conférence nationale souveraine organisée en 1993, plusieurs droits, concepts et institutions démocratiques sont abrogés par une successions de révisions constitutionnelles sous les présidences d'Idriss Déby.

## Héritage
La Constitution tchadienne de 2023 reprend en grande partie le texte de la Constitution de 1996. Contrairement à celle de 2018.

## Sources

## Compléments